# Turgon de Gondor
En el mundo ficticio de la Tierra Media, creado por el escritor británico J. R. R. Tolkien, Turgon fue el vigésimo cuarto Senescal de Gondor entre los años 2914 y 2953 de la Tercera Edad del Sol.

## Historia
Nació en el año 2855 T. E., siendo hijo de Túrin II al que sucedió tras su muerte en 2914. 
Durante su mandato, Barad-dûr fue ocupada de nuevo por Sauron y en el norte Saruman se proclamó a sí mismo señor de Isengard. Turgon fue incapaz de hacer frente a ambos acontecimientos debido a la debilidad de Gondor. Sin embargo hasta ese momento Saruman había sido considerado un aliado leal de Gondor y de los Pueblos Libres, además de ser la cabeza del Concilio Blanco, pero con aquella proclamación no sólo declaraba su independencia del reino, sino que se apropiaba de la Torre y se convertía en un traidor a su causa (aunque este extremo aún no fuese conocido por sus antiguos aliados).
Fue en estos tiempos cuando Thengel, hijo de Fengel, heredero del trono de Rohan vivió en Gondor junto con toda su familia.
Turgon fue sucedido por su hijo, Ecthelion II, al morir en 2953.